# Малиновка (Волновахский район)
Малиновка (укр. Малинівка) — село на Украине, находится в Волновахском районе  Донецкой области.
Код КОАТУУ — 1421582405. Население по переписи 2001 года составляет 261 человек. Почтовый индекс — 85766. Телефонный код — 6244.

## Адрес местного совета
85765, Донецкая область, Волновахский р-н, с. Златоустовка, ул.Ленина, 50